# Korthalsella arthroclada
Korthalsella arthroclada är en sandelträdsväxtart som beskrevs av Cranfield. Korthalsella arthroclada ingår i släktet Korthalsella och familjen sandelträdsväxter. Inga underarter finns listade i Catalogue of Life.